# オートレジャーランド東和
オートレジャーランド東和（オートレジャーランドとうわ）は、岩手県花巻市にあるRC、実車コースである。

## 概要
東日本大震災の被害を受け閉鎖されたが、管理されており、ジムニーやランクル等が出場するイベントで利用されている。廃墟ではない。

## コース解説
オフロード

## 交通アクセス
道の駅東和より県道39を東へ